# Ахмадуллин, Рабхат Хидиятуллович
Рабхат Хидиятуллович Ахмадуллин (3 мая 1956) — советский футболист, нападающий.

## Карьера
Начинал свою карьеру в армейской команде из Новосибирска. В 1979 году находился в составе московского «Торпедо», но на поле в составе автозаводцев не выходил.
Через год нападающего пригласили в «ЦСКА». Дебютировал в высшей лиге 21 июня 1980 года в игре против «Кайрата». Свой первый гол в команде забил в ворота ростовского СКА 5 августа. Всего за армейцев провел 21 игру и забил 2 мяча.
Кроме того выступал за ивановский «Текстильщик», «Знамя Труда», ташкентский «Пахтакор» и «Сохибкор».